# 1963年の近鉄バファローズ
1963年の近鉄バファローズでは、1963年の近鉄バファローズの動向をまとめる。
この年の近鉄バファローズは、別当薫監督の2年目のシーズンである。

## 概要
別当監督2年目のチームは最下位脱出が期待されたが、4月は開幕ダッシュに失敗して首位の南海と7ゲーム差の最下位で終了。5月以降はジャック・ブルームフィールド（ブルーム）や関根潤三、小玉明利、土井正博など打線の活躍で3位に浮上すると、前年優勝だが不調に陥っていた東映とのAクラス争いが終盤まで続いた。チームは9年ぶりのAクラス復帰を狙ったが、残り5試合を優勝を争う南海と西鉄相手に全敗し4位に転落、力及ばず。東映とのAクラス争いには負けたものの貯金1でシーズンを終え、来年に期待を持たせる結果となった。
投手陣は前年最多勝の久保征弘が20勝こそ逃したものの19勝と2.36で防御率1位、徳久利明がチームトップの20勝、2年目の山本重政が9勝17敗と負け越しながらもチームトップの168奪三振を記録するなど好調で、この3人がチーム勝ち星の4割を稼いだが、救援陣の不調もありチーム防御率はリーグ5位。
打撃陣は前述のブルームが首位打者、シーズン途中から4番にも座った土井がリーグ最多二塁打、5番の山本八郎が自己最多の22本塁打を記録するなど、シーズン通して打線は好調だった。そのため、本塁打は98本のリーグ5位ながらも、チーム打率と二塁打がリーグ1位を記録。土井、ブルーム、小玉の3人が30二塁打以上、山本、関根、矢ノ浦も20二塁打以上を記録した中距離打線は「ピストル打線」の愛称で呼ばれるようになった。

## チーム成績

### レギュラーシーズン
| 1 | 遊 | 矢ノ浦国満 |
| 2 | 右 | 関根潤三   |
| 3 | 三 | 小玉明利   |
| 4 | 二 | ブルーム   |
| 5 | 中 | 山本八郎   |
| 6 | 一 | 島田光二   |
| 7 | 左 | 土井正博   |
| 8 | 捕 | 吉沢岳男   |
| 9 | 投 | 徳久利明   |

| 順位 | 4月終了時 | 4月終了時 | 5月終了時 | 5月終了時 | 6月終了時 | 6月終了時 | 7月終了時 | 7月終了時 | 8月終了時 | 8月終了時 | 9月終了時 | 9月終了時 | 最終成績 | 最終成績 |
| ---- | --------- | --------- | --------- | --------- | --------- | --------- | --------- | --------- | --------- | --------- | --------- | --------- | -------- | -------- |
| 1位  | 南海      | --        | 南海      | --        | 南海      | --        | 南海      | --        | 南海      | --        | 南海      | --        | 西鉄     | --       |
| 2位  | 東映      | 2.0       | 東映      | 4.5       | 東映      | 8.0       | 東映      | 7.5       | 西鉄      | 7.5       | 西鉄      | 3.5       | 南海     | 1.0      |
| 3位  | 阪急      | 4.5       | 近鉄      | 8.5       | 近鉄      | 11.5      | 近鉄      | 11.0      | 近鉄      | 9.0       | 東映      | 11.0      | 東映     | 10.5     |
| 4位  | 西鉄      | 5.0       | 大毎      | 9.0       | 西鉄      | 13.5      | 西鉄      | 13.0      | 東映      | 10.0      | 近鉄      | 12.0      | 近鉄     | 12.5     |
| 5位  | 大毎      | 5.5       | 西鉄      | 10.0      | 大毎      | 19.5      | 大毎      | 16.5      | 大毎      | 16.5      | 大毎      | 17.5      | 大毎     | 23.5     |
| 6位  | 近鉄      | 7.0       | 阪急      | 13.0      | 阪急      | 19.5      | 阪急      | 21.0      | 阪急      | 23.0      | 阪急      | 25.0      | 阪急     | 30.5     |

| 順位 | 球団               | 勝 | 敗 | 分 | 勝率 | 差   |
| 1位  | 西鉄ライオンズ     | 86 | 60 | 4  | .589 | 優勝 |
| 2位  | 南海ホークス       | 85 | 61 | 4  | .582 | 1.0  |
| 3位  | 東映フライヤーズ   | 76 | 71 | 3  | .517 | 10.5 |
| 4位  | 近鉄バファローズ   | 74 | 73 | 3  | .503 | 12.5 |
| 5位  | 毎日大映オリオンズ | 64 | 85 | 1  | .430 | 23.5 |
| 6位  | 阪急ブレーブス     | 57 | 92 | 1  | .383 | 30.5 |

## オールスターゲーム1963
| コーチ     | 別当薫   |          |            |          |          |          |
| ファン投票 | 久保征弘 | 小玉明利 | 矢ノ浦国満 | 山本八郎 | 関根潤三 | 土井正博 |
| 監督推薦   | ブルーム |          |            |          |          |          |

## 表彰選手
| リーグ・リーダー | リーグ・リーダー | リーグ・リーダー | リーグ・リーダー |
| 選手名           | タイトル         | 成績             | 回数             |
| ---------------- | ---------------- | ---------------- | ---------------- |
| ブルーム         | 首位打者         | .335             | 2年連続2度目     |
| 久保征弘         | 最優秀防御率     | 2.36             | 初受賞           |

| ベストナイン | ベストナイン | ベストナイン |
| 選手名       | ポジション   | 回数         |
| ------------ | ------------ | ------------ |
| ブルーム     | 二塁手       | 2年連続2度目 |
| 小玉明利     | 三塁手       | 2年連続3度目 |